# Reutberg (Naila)
Reutberg ist ein Gemeindeteil der Stadt Naila im oberfränkischen Landkreis Hof in Bayern. Reutberg liegt in der Gemarkung Naila.

## Geografie
Unmittelbar südlich der Einöde verläuft eine Hochspannungsleitung. Eine Anliegerstraße führt nach Erbsbühl (0,7 km westlich) bzw. zum Gewerbegebiet West des Gemeindeteils Naila (0,5 km östlich).

## Geschichte
Reutberg wurde 1791 erstmals schriftlich erwähnt. Der Ort gehörte zur Realgemeinde Naila. Gegen Ende des 18. Jahrhunderts bestand Reutberg aus einem Anwesen. Die Hochgerichtsbarkeit hatte das bayreuthische Vogteiamt Naila. Das Kastenamt Hof war Grundherr des Gutes.
Von 1797 bis 1810 unterstand Reutberg dem Justiz- und Kammeramt Naila. Infolge des Ersten Gemeindeedikts wurde Reutberg dem 1812 gebildeten Steuerdistrikt Naila und der zugleich entstandenen Munizipalgemeinde Naila zugewiesen.

### Einwohnerentwicklung
| Jahr      | 1799   | 1819  | 1861   | 1871   | 1885   | 1900   | 1925   | 1950   | 1961   | 1970   | 1987  |
| Einwohner | 3      | 6     | 6      | 8      | 6      | 2      | 6      | 8      | 2      | 2      | 1     |
| Häuser    | 1      |       |        |        | 1      | 1      | 1      | 1      | 1      |        | 1     |
| Quelle    | [ 10 ] | [ 7 ] | [ 11 ] | [ 12 ] | [ 13 ] | [ 14 ] | [ 15 ] | [ 16 ] | [ 17 ] | [ 18 ] | [ 1 ] |

## Religion
Reutberg ist evangelisch-lutherisch geprägt und bis heute in die Stadtkirche Naila gepfarrt.